# ناتانیل مور
ناتانیل مور (انگلیسی: Nathaniel Moore; ۲۵ ژانویهٔ ۱۸۸۴ – ۹ ژانویهٔ ۱۹۱۰) گلف‌باز اهل ایالات متحده آمریکا بود.